# Meester van het Gentse graduale
De Meester van het Gentse graduale is de noodnaam voor een miniaturist die actief was tussen 1460 en 1475 in het (middeleeuwse) bisdom Doornik. Hij werd vroeger geïdentificeerd als de Meester van de Privileges van Gent en Vlaanderen, maar Gregory T. Clark identificeerde hem als zelfstandig meester en gaf hem zijn noodnaam naar een gradualel waarin hij twee miniaturen maakte voor Jacob van Brussel, de abt van de Sint-Baafsabdij in Gent tussen 1452 en 1474. Dit werk wordt nu bewaard in de Gentse universiteitsbibliotheek als Ms. 14.
Naast de verluchting van manuscripten was deze meester ook betrokken bij het verluchten van incunabelen. Hij schilderde miniaturen in een gedrukt exemplaar van de Franse vertaling van de Facta et dicta memorabilia van Valerius Maximus door Simon de Hesdin en Nicolas de Gonesse gedrukt voor 1477 misschien in Brugge.

## Toegeschreven werken
- Twee miniaturen in een graduale gemaakt (ca. 1460-1469) voor Jacob van Brussel, Gentse universiteitsbibliotheek Ms. 14
- Stowe 23, gebedenboek ca. 1460, Gent of Doornik, British Library[3]
- Valerius Maximus, Faits et dits memorables des Romains, vertaling door Simon de Hesdin en  Nicolas de Gonesse van de Facta et dicta memorabilia, boeken 5-9, Manchester, John Rylands University Library, Inc. 26 A.4 (Inc. 5676, vol. 2)[4]
- Losse miniaturen, een ‘Kruisiging’ en een ‘Laatste oordeel’, Pierpont Morgan Library, MS M.1145 1 en 2; waarschijnlijk werk van een volger